# Benjamin Barber
 (avril 2017).
Si vous disposez d'ouvrages ou d'articles de référence ou si vous connaissez des sites web de qualité traitant du thème abordé ici, merci de compléter l'article en donnant les références utiles à sa vérifiabilité et en les liant à la section « Notes et références ».
Pour les articles homonymes, voir Barber.
Benjamin Barber (né le 2 août 1939 à New York et mort le 24 avril 2017 à Manhattan) est un politologue et écrivain américain.

## Biographie
Benjamin Barber est professeur de science politique à l'université du Maryland, spécialiste de la société civile (chaire Gershon et Carol Kekst) et Distinguished Senior Fellow à l'institut de recherche Demos à New York où il réside.
Particulièrement connu pour son livre à succès Jihad vs. McWorld (1996), Barber soutient une théorie politique impliquant largement les citoyens dans la construction d´une société démocratique.
Dans Comment le capitalisme nous infantilise (2007), il montre que le « consumérisme a besoin de l'ethos infantiliste parce qu'il favorise le laxisme et le loisir par rapport à la discipline, valorise l'impétuosité infantile et le narcissisme juvénile sur l'ordre adulte et l'intérêt éclairé ».
Il a également été conseiller de plusieurs personnalités politiques, parmi lesquels Bill Clinton et Howard Dean, ce dernier l´ayant nommé conseiller en politique extérieure lors de sa campagne de 2004.

## Son implication internationale
Benjamin Barber compte également parmi les membres fondateurs du Collegium international éthique, politique et scientifique, association qui souhaite apporter des réponses intelligentes et appropriés qu'attendent les peuples du monde face aux nouveaux défis de notre temps.

## Publications

### en anglais
- Superman and Common Men: Freedom, Anarchy and the Revolution, 1971
- The Death of Communal Liberty: A History of Freedom in a Swiss Mountain Canton, 1974
- Liberating Feminism, 1976
- Marriage Voices, 1981, roman
- Strong Democracy: Participatory Politics for a New Age, 1984
- The Conquest of Politics: Liberal Philosophy in Democratic Times, 1988
- An Aristocracy of Everyone: The Politics Of Education and the Future of America, 1992
- Jihad vs. McWorld: How Globalism and Tribalism Are Reshaping the World, 1996 -  (ISBN 9782220038803)
- Civiliser la démocratie (A Place for Us: How to Make Society Civil and Democracy Strong), 1998 -  (ISBN 9782220042534)
- A Passion for Democracy: American Essays, 2000
- The Truth of Power: Intellectual Affairs in the Clinton White House, 2001
- Fear's Empire: War, Terrorism, and Democracy in an Age of Interdependence, 2003
- Strong Democracy: Participatory Politics for a New Age, 2004
- Consumed: How Markets Corrupt Children, Infantilize Adults, and Swallow Citizens Whole, 2007
- If Mayors Ruled the World:Dysfunctional Nations, Rising Cities, 2013

### en français
- Djihad versus McWorld [« Jihad vs. McWorld: How Globalism and Tribalism Are Reshaping the World »], Desclée de Brouwer, 1996 (ISBN 978-2-220-03880-3)
- Démocratie forte [« Strong Democracy: Participatory Politics for a New Age »], Desclée de Brouwer, 1997 (ISBN 978-2-220-04055-4)
- L'empire de la peur : Terrorisme, guerre, démocratie [« Fear's Empire: War, Terrorism, and Democracy in an Age of Interdependence »], Hachette, 2004 (ISBN 978-2-01-279209-8)
- Comment le capitalisme nous infantilise [« Consumed: How Markets Corrupt Children, Infantilize Adults, and Swallow Citizens Whole »]  (trad. de l'anglais), Paris, Fayard, 2007, 526 p. (ISBN 978-2-213-63248-3)
- Et si les maires gouvernaient le monde ? : Décadence des États, grandeur des villes [« If Mayors Ruled the World:Dysfunctional Nations, Rising Cities »]  (trad. de l'anglais), Paris, Rue de l'échiquier, 2015, 448 p. (ISBN 978-2-917770-70-2)